# Kenneth Mather
Kenneth Mather (* 22. Juni 1911 in Nantwich, Cheshire; † 20. März 1990 in Egbaston, West Midlands) war ein britischer Genetiker (Biometrische Genetik).

## Leben und Werk
Mather studierte Botanik an der Manchester University mit dem Bachelor-Abschluss 1931. Danach war er an der John Innes Horticultural Institution in Merton Park in Surrey und promovierte 1933 an der Universität London. Als Post-Doktorand war er in Schweden und 1934 am University College London bei Ronald A. Fisher, der ihn mit Statistik vertraut machte und ihn stark beeinflusste. 1937 erhielt er ein Rockefeller-Stipendium. Danach war er Leiter der Genetik am John Innes Institute. 1948 wurde er der erste Professor für Genetik an der Universität Birmingham und gründete eine Forschungsgruppe für biometrische Genetik. 1965 bis 1971 war er Vizekanzler der University of Southampton und bewirkte die Gründung einer Medizinischen Fakultät. Danach war er Honorary Professor an der Universität Birmingham, an der er bis zu seinem Tod forschte.
Hauptthema seiner Forschung war die Erweiterung der Mendelschen Genetik auf kontinuierliche Variation, die sogenannte biometrische Genetik, und war darin neben Fisher von Francis Galton, Karl Pearson und J. B. S. Haldane beeinflusst. Auf ihn geht der Begriff additive Polygenie zurück.
Von 1949 bis 1952 war er Präsident der Genetics Society. Er war Fellow der Royal Society (1949) und erhielt 1964 die Darwin-Medaille für Beiträge zur Zytologie und Genetik. 1962 erhielt er den Weldon Memorial Prize. 1956 wurde er CBE und 1979 wurde er geadelt. Er war mehrfacher Ehrendoktor (Southampton University, University of Bath, Manchester University, University of Wales).
Ein Preis der Genetics Society für Doktoranden in Großbritannien ist nach ihm benannt.

## Schriften
- Statistische Analysen in der Biologie, Springer 1955.
- mit J. L. Links: Biometrical Genetics: the study of continuous variation, Springer 1971.
- mit J. L. Links: Introduction to biometrical genetics, Springer 1977.